# El sueño de la razon produce monstruos
Le sommeil de la raison engendre des monstres
L'eau-forte El sueño de la razon produce monstruos (en français : Le sommeil de la raison engendre des monstres) est une gravure de la série Los caprichos du peintre espagnol Francisco de Goya. Elle porte le numéro 43 dans la série des 80 gravures, publiées en 1799.

## Interprétations de la gravure
Il existe divers manuscrits contemporains qui expliquent les planches des Caprichos. Celui qui se trouve au musée du Prado est considéré comme un autographe de Goya, mais semble plutôt chercher à dissimuler et à trouver un sens moralisateur qui masque le sens plus risqué pour l'auteur. Deux autres, celui qui appartient à Ayala et celui qui se trouve à la Bibliothèque nationale, soulignent la signification plus décapante des planches.
- Explication de cette gravure dans le manuscrit du musée du Prado :
La fantasía abandonada de la razón produce monstruos imposibles: unida con ella es madre de las artes y origen de las maravillas.
(L'imagination sans la raison produit des monstres impossibles: unie avec elle, elle est mère des arts et à l'origine des merveilles)[3].

- Manuscrit de Ayala :
La fantasía abandonada de la razón produce monstruos, y unida con ella es madre de las artes.
(L'imagination sans la raison produit des monstres et unie avec elle, elle est la mère des arts)[3].

- Manuscrit de la Bibliothèque nationale d'Espagne :
Portada para esta obra: cuando los hombres no oyen el grito de la razón, todo se vuelve visiones.
(Page de titre de cette œuvre: quand les hommes n'entendent pas le cri de la raison, tout devient visions)[3].

Cette estampe était initialement prévue pour servir de frontispice à toute la série, initialement appelée Sueños (« Songes », référence à l'ouvrage de Francisco de Quevedo, Sueños y discursos), et devait s'appeler Ydioma universal (« Langage universel »), ainsi que l'indique l'un des dessins préparatoires.
Goya s'imagine endormi au milieu de ses outils de dessin, sa raison émoussée par le sommeil et tourmentée par des créatures qui rôdent dans l'obscurité. L'estampe contient des hiboux qui peuvent être des symboles de la folie et des chauves-souris symbolisant l'ignorance. Le cauchemar de l'artiste reflète sa vision de la société espagnole, qu'il dépeint dans Los Caprichos et qu'il perçoit folle, corrompue, et mûre pour le ridicule.

## Technique de la gravure
L'estampe mesure 213 × 151 mm. l'œuvre a été faite sur une feuille de papier de 306 × 201 mm.
Goya a utilisé l'eau-forte et l'aquatinte.
Le premier dessin préparatoire est à l'encre de noix de galle. Dans le coin supérieur droit, à la plume est écrit « 80 ». Le dessin préparatoire mesure 229 × 155 mm.
Le second dessin préparatoire est à l'encre de noix de galle. En haut est écrit Sueño 1º (Songe nº1). En bas, autographe de Goya au crayon : Ydioma univer / sal. Dibujado / y Grabado pr. / Fco de Goya a / año 1797. Dans la marge du bas, au crayon : El Autor soñando. / Su yntento solo es desterrar bulgaridades / perjudiciales, y perpetuar con esta obra de / caprichos, el testimonio solido de la verdad (L'Auteur rêvant./ Son essai vise seulement à chasser les vulgarités, préjudiciables et à perpétuer par cette œuvre de caprices, le témoignage solide de la vérité). Dans la marge inférieure gauche, au crayon : 28. Le dessin préparatoire mesure 248 × 172 mm.

## Catalogue
- Numéro de catalogue G02131 de l'estampe au musée du Prado.
- Numéro de catalogue D04162 du premier dessin préparatoire au musée du Prado.
- Numéro de catalogue D03923 du second dessin préparatoire au musée du Prado.
- Numéro de catalogue 51-1-10-43 de l'estampe au musée Goya de Castres.
- Numéros de catalogue ark:/12148/btv1b84518119 et ark:/12148/btv1b8451810w de l'estampe chez Gallica.